# Фанні Бабу
Фанні Бабу (фр. Fanny Babou, 26 березня 1989) — французька плавчиня.
Учасниця Олімпійських Ігор 2012 року.
Призерка Чемпіонату Європи з плавання на короткій воді 2012 року.